# Dr Pepper

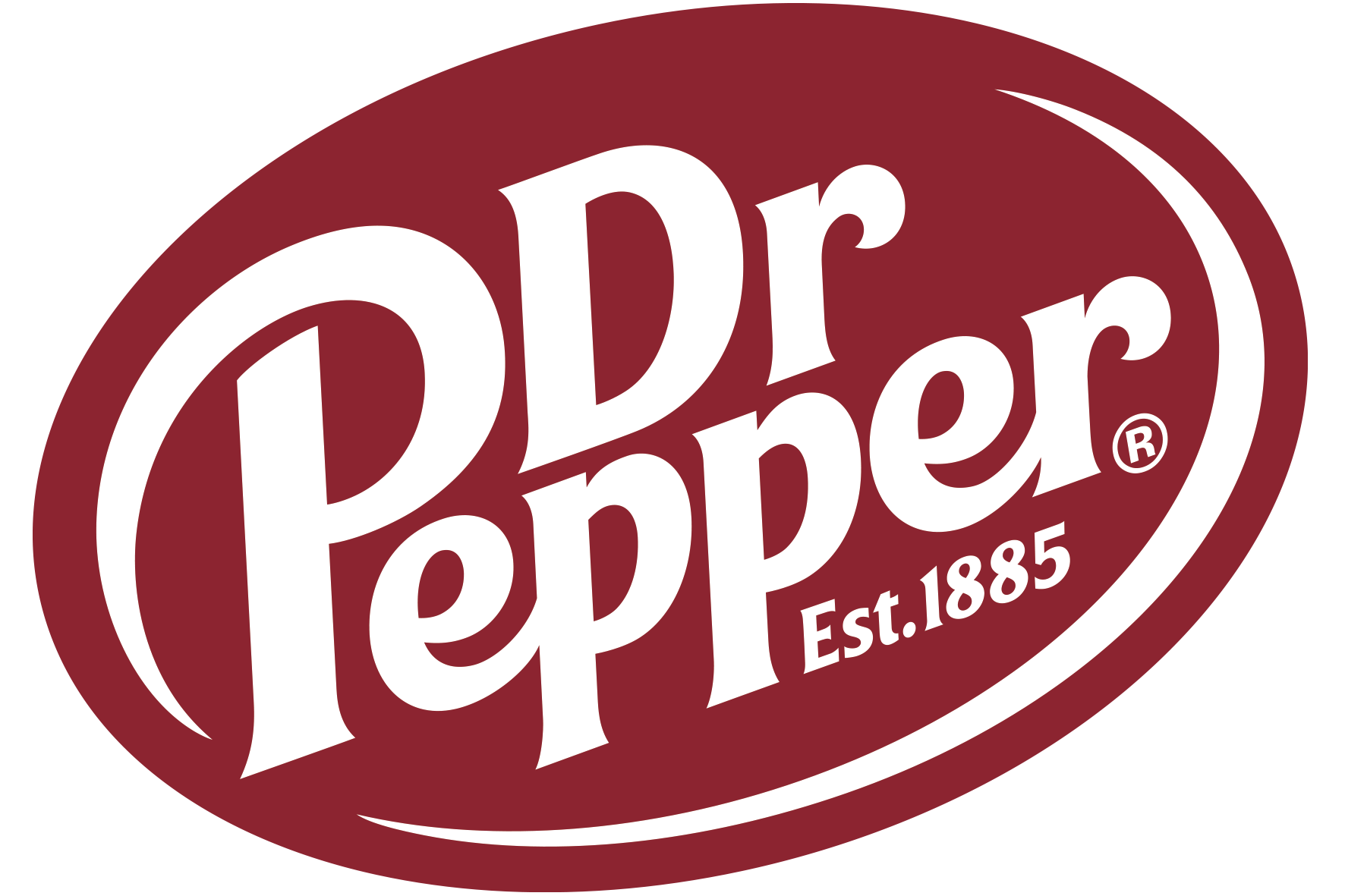
Logo

Dr Pepper ist ein kohlensäurehaltiges Erfrischungsgetränk mit Pflanzenextrakten (Bezeichnung laut Etikett: Koffeinhaltiges Erfrischungsgetränk mit Zucker und Süßungsmitteln), das zu Keurig Dr Pepper gehört. Für Deutschland liegen die Marken- und Lieferrechte seit 2006 bei der Krombacher Brauerei. Deren Tochtergesellschaft Drinks & More GmbH & Co. KG ist für den Vertrieb zuständig.

## Geschichte

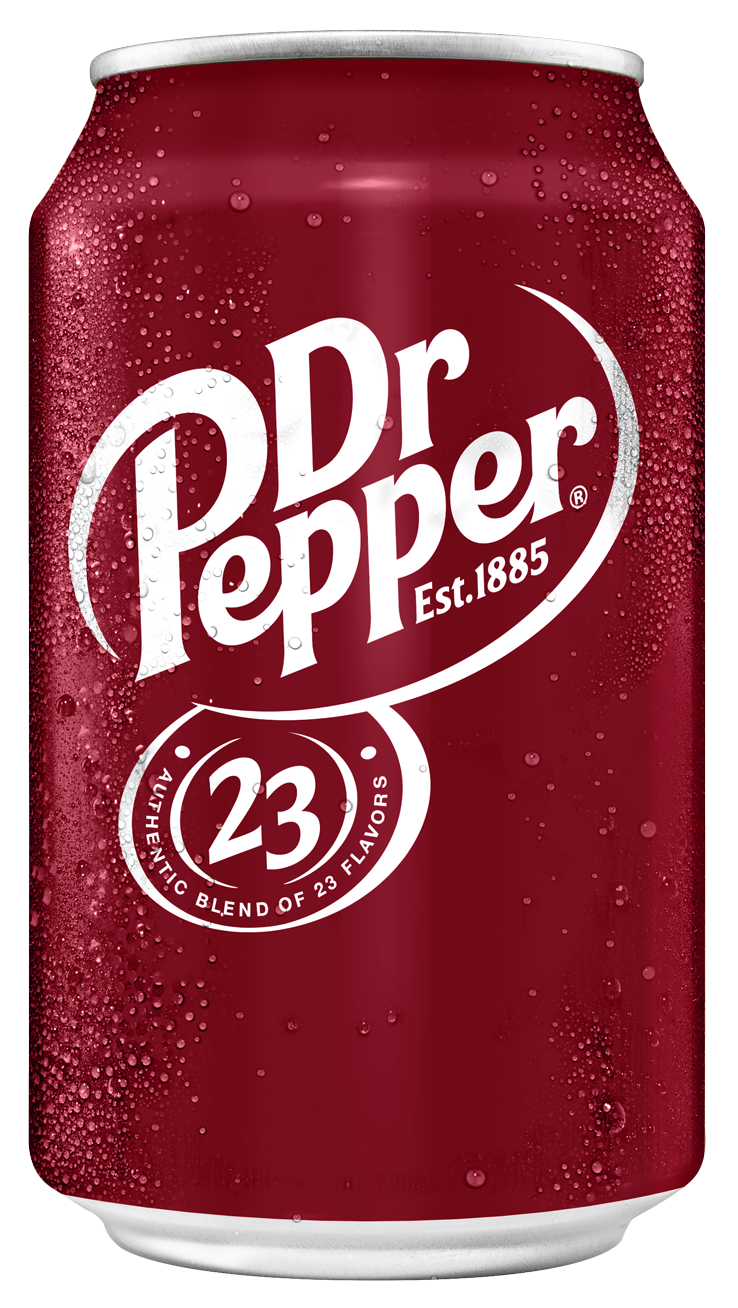
Dr Pepper Classic 0,33l Dose

Die Geschichte von Dr Pepper ähnelt anfangs der von Coca-Cola. Der Pharmazeut Charles Alderton erfand das Getränk im Jahr 1885, womit es ein Jahr älter als Coca-Cola und acht Jahre älter als Pepsi ist. Zuerst verkaufte er Dr Pepper in Morrison’s Old Corner Drug Store in Waco, Texas. Auf der Louisiana Purchase Exposition, der Weltausstellung 1904, begann der USA-weite Vertrieb. Dennoch wird Dr Pepper auch heute noch oft mit Texas assoziiert, zumal es dort häufig höhere Verkaufszahlen als Pepsi erzielen kann.

## Vertrieb
Dr Pepper ist in Deutschland als 0,33-Liter-Dose, 0,5-Liter-Einwegflasche, 1,0-Liter-Ein- und Mehrwegflasche und 1,25-Liter-Einwegflasche erhältlich. Größere Werbekampagnen gab es bislang nicht, weshalb Dr Pepper in Deutschland gegenüber der Konkurrenz weniger bekannt ist.
Als weitere Sorten sind Dr Pepper Cherry und Dr Pepper Vanilla Float als 0,33-Liter-Dose und Dr Pepper Energy als 0,5-Liter-Dose erhältlich. Eine zuckerfrei Alternative,  Dr Pepper Zero Sugar, gibt es ebenfalls zu kaufen.
In Großbritannien und den Niederlanden ist Dr Pepper wesentlich weiter verbreitet als in Deutschland und wird dort u. a. auch in 1,5- und 2-Liter-Flaschen verkauft.
In der Schweiz wird Dr Pepper als 0,33-Liter-Dose und in 0,5 l Einwegflaschen von Schweppes verkauft.

## Name
Die Herkunft des Namens Dr Pepper ist umstritten. Offiziell heißt es, dass der Inhaber des Drug Stores, Wade Morrison, das Getränk nach dem Namen des Vaters eines jungen Mädchens benannte, in das er einmal verliebt war.

## Produkt
Es wird vermutet, dass der Geschmack von Dr Pepper aus einer Mischung beliebter Soda-Geschmacksrichtungen aus der Entstehungszeit um 1885 entstanden ist. Im Dr-Pepper-Museum in Waco wird ein Ausschnitt der Liste dieser Geschmacksrichtungen ausgestellt. Das vollständige Rezept zu Dr Pepper ist allerdings Firmengeheimnis. Um einer verbreiteten modernen Sage entgegenzutreten, wurde vom Hersteller allerdings mitgeteilt, dass es zwar 23 Frucht- und Gewürzaromen, aber keinen Pflaumensaft enthält.
Auf den Produktverpackungen bzw. den Etiketten von Dr Pepper sind folgende Zutaten angegeben: Wasser, Zucker, Kohlensäure, Farbstoff Zuckercouleur (E150d), Säuerungsmittel Phosphorsäure,  Aroma, Aroma Koffein, Süßstoffe Acesulfam-K und Sucralose.

### Nährwerte
100 ml enthalten: Brennwert: 115 kJ (27 kcal); Kohlenhydrate: 6,8 g (davon Zucker: 6,8 g); Eiweiß, Fett, Ballaststoffe: 0,0 g; Salz: 0,01g (Werte von einer Dose Dr Pepper mit MHD 6. Oktober 2024)

### Varianten
Seit einiger Zeit gibt es auch die Variante Dr Pepper Zero (ohne Zucker), Pepper Energy und Dr Pepper Cherry. Außerdem wurden in Anlehnung an Cola-Varianten Cherry Vanilla Dr Pepper und Diet Cherry Vanilla Dr Pepper ins Sortiment aufgenommen. Außerdem versuchen andere Hersteller mit nachgeahmten Getränken wie Pibb Xtra (ehemals: Mr. Pibb) von Coca Cola oder Dr Slice von PepsiCo, Marktanteile zu gewinnen.
Unter dem Namen Dr Pepper werden auch Barbecue-Soßen hergestellt. Bei der deutschen als auch der britischen Variante wurde seit geraumer Zeit ein Teil des Zuckers durch Süßstoff ersetzt, wodurch diese sich geschmacklich von den US-Produkten unterscheidet.

### Ehemalige Produkte
Dr Pepper Berries & Cream wurde von April 2006 bis Juli 2008 produziert.

## Besonderes
Der älteste Abfüllpartner in Dublin, Texas, weigerte sich in den 1960er Jahren, bei der Produktion den teuren Rohrzucker durch billigeren Maissirup zu ersetzen. Daher konnte man lange Zeit nur dort und in einem Umkreis von 40 Meilen Dr Pepper in der ursprünglichen Form kaufen. Ab 2003 wurde das sogenannte Dublin Dr Pepper als Kuriosität auch in den meisten anderen Regionen von Texas verkauft. Im Jahr 2012 wurde der Abfüllpartner von Dr Pepper Snapple Group wegen Markenrechtsverletzung verklagt, woraufhin die Produktion von Dublin Dr Pepper eingestellt wurde. In der Region um Dublin wird durch einen anderen Vertragspartner Dr Pepper mit Rohrzucker vertrieben, ohne Bezug auf Dublin zu nehmen.